# Arvin Cantor Diesmos
Arvin Cantor Diesmos est un herpétologiste philippin.
Diplômé de l'université des Philippines, Los Baños, il travaille au musée national des Philippines. C'est un spécialiste de l'herpétofaune de l'Asie du Sud-Est.

## Taxons nommés en son honneur
- Platymantis diesmosi Brown & Gonzalez, 2007

## Quelques taxons décrits
- Acutotyphlops banaorum Wallach, Brown, Diesmos & Gee, 2007
- Cyrtodactylus tautbatorum Welton, Siler, Diesmos & Brown, 2009
- Gekko crombota Brown, Oliveros, Siler & Diesmos, 2008
- Hylarana tipanan (Brown, McGuire & Diesmos, 2000)
- Kaloula walteri Diesmos, Brown & Alcala, 2002
- Leptobrachium lumadorum Brown, Siler, Diesmos & Alcala, 2010
- Leptobrachium mangyanorum Brown, Siler, Diesmos & Alcala, 2010
- Leptobrachium tagbanorum Brown, Siler, Diesmos & Alcala, 2010
- Limnonectes ferneri Siler, McVay, Diesmos & Brown, 2009
- Luperosaurus kubli Brown, Diesmos & Duya, 2007
- Platymantis banahao Brown, Alcala, Diesmos & Alcala, 1997
- Platymantis bayani Siler, Alcala, Diesmos & Brown, 2009
- Platymantis biak Siler, Diesmos, Linkem, Diesmos & Brown, 2010
- Platymantis cagayanensis Brown, Alcala & Diesmos, 1999
- Platymantis indeprensus Brown, Alcala & Diesmos, 1999
- Platymantis luzonensis Brown, Alcala, Diesmos & Alcala, 1997
- Platymantis mimulus Brown, Alcala & Diesmos, 1997
- Platymantis naomii Alcala, Brown & Diesmos, 1998
- Platymantis negrosensis Brown, Alcala, Diesmos & Alcala, 1997
- Platymantis paengi Siler, Linkem, Diesmos & Alcala, 2007
- Platymantis pseudodorsalis Brown, Alcala & Diesmos, 1999
- Platymantis pygmaeus Alcala, Brown & Diesmos, 1998
- Platymantis rabori Brown, Alcala, Diesmos & Alcala, 1997
- Platymantis sierramadrensis Brown, Alcala, Ong & Diesmos, 1999
- Platymantis taylori Brown, Alcala & Diesmos, 1999

 Diesmos est l’abréviation habituelle de Arvin Cantor Diesmos en zoologie.

Consulter la liste des abréviations d'auteur en zoologie ou la liste des taxons zoologiques assignés à cet auteur par ZooBank